# Grzegorz Kowalczyk
Grzegorz Kowalczyk (ur. 12 maja 1967 w Wałbrzychu) – polski aktor i tancerz.
Swoje związki z tańcem zaczął od musicalu Metro Janusza Józefowicza 30 stycznia 1991 roku. Z Metrem związany jest do dziś – zagrał 1300 spektakli, także na Broadwayu. Od roku 1992 występuje w Studio Buffo – Grosiki, Tyle miłości, Romeo i Julia i wiele koncertów wyjazdowych.
Wystąpił w musicalu Grease na scenie teatru Roma.

## Filmografia[1][2]
- 1993–1994: Zespół adwokacki, jako Sławek Majchrzak (odc. 3, 4, 7)
- 1993: Uprowadzenie Agaty, jako Winicjusz
- 1993: Kolejność uczuć
- 1995: Ekstradycja, jako „Goryl” bossa (odc. 3, 5, 6)
- 1995: Don Kichot
- 1995: Pokuszenie, jako żołnierz
- 1996: Tajemnica Sagali, jako Scyta (odc. 5 „Posłańcy ognia”)
- 1996: Ekstradycja 2, jako „Goryl” bossa (odc. 1, 3, 5, 6, 8, 9)
- 1996: Dom, jako kolega Mietka z wojska (odc.14 „Ta mała wiolonczelistka”)
- 1997–2001: Złotopolscy, jako „Czipen”, kierownik sali w restauracji Marty Gabriel (odc. 3-4, 8-12, 16, 19, 25, 27, 30, 32, 34, 36, 44, 50, 58, 67, 69-70, 77, 84-85, 98-99, 103, 126, 139, 146, 148, 153, 162, 180, 188, 190-192, 202, 205-206, 211-212, 222, 255-256, 291, 296, 298, 307)
- 1997: Stan po zapaści, jako milicjant
- 1997: Ketchup Schroedera
- 1997–2016: Klan, jako Tadeusz Miklasiński, artysta malarz bez rąk malujący nogami i ustami
- 1998: Z pianką czy bez, jako pomocnik stolarza (odc. 4 „Złoty środek”)
- 1998: Edith i Marlene, jako konferansjer
- 1998: Dama od Maxima, jako oficer
- 2000: Wyrok na Franciszka Kłosa, jako Drozd
- 2000: To my
- 2000: Skarb sekretarza, jako Rosjanin
- 2000: Chłopaki nie płaczą, jako bandzior próbujący odebrać Fredowi teczkę w toalecie; nie występuje w napisach
- 2001: Poranek kojota, jako organizator koncertu Noemi
- 2002: Cudzoziemiec, jako kierowca Rolls Royce’a
- 2002: Szpital na perypetiach, jako „Kopyto” (odc. 16 „Wystrzałowy bal”)
- 2002: Na dobre i na złe, jako kibic „Orła” (odc. 90 „Kibice”)
- 2002: Jest sprawa..., jako Rosjanin
- 2002: D.I.L., jako Ira
- 2002–2010: Samo życie, jako Gibała, ochroniarz w kasynie, w którym Kacper Szpunar grał w pokera
- 2003: Symetria, jako gwałciciel żony Dawida
- 2003: Powiedz to, Gabi
- 2003: Kasia i Tomek, jako kapitan drużyny (odc. 31)
- 2003–2016: Na Wspólnej, jako taksówkarz i również jako producent „Ewolucji”
- 2004: Romeo i Julia
- 2004: Fala zbrodni, jako kelner Sylwester Ciepły (odc. 21 „Seryjniak”)
- 2005: Zakręcone, jako spiker radiowy z offu (odc. 9)
- 2005: Oficer, jako Wasilij Kamieniew, człowiek „Granda” (odc. 11, 13)
- 2006: Wtorek po południu, jako karciarz w „Warsie”
- 2006: Francuski numer, jako mechanik Boguś
- 2006: Bez iluzji, jako Bruno
- 2007: Tajemnica twierdzy szyfrów
- 2007: Sąsiedzi, jako tancerz Jean-Jacques (odc. 139 „Niech żyje miłość!”)
- 2007: Prawo miasta, jako Bronisław Zajdel „Krzywy” (odc. 1, 3-5, 10)
- 2007: Plebania, jako kierowca (odc.881)
- 2007: Dwie strony medalu, jako kibic (odc. 105)
- 2007–2009: Tylko miłość, jako przedstawiciel firmy „RŻ-Cash” w której pożyczkę zaciągnęła Zuza Karaś
- 2008: Inbetween, jako Kowalski
- 2008: Twarzą w twarz, jako oficer ochrony
- 2008: Skorumpowani (serial), jako maszynista
- 2008: Skorumpowani
- 2008: Serce na dłoni, jako męska prostytutka
- 2008: Małgosia contra Małgosia, jako morderca; był również asystentem reżysera[1]
- 2008: Czas honoru, jako Braun (odc.8 „Odwet”)
- 2009: Oblicza mroku, jako komisarz Kuźniar
- 2009: Generał Nil, jako prokurator Benjamin Wajsblech
- 2010: Wąskie gardło, jako dziennikarz
- 2010: Plebania, jako menel (odc.1512)
- 2010: Ojciec Mateusz, jako Rysiek, żołnierz Łuczaka (odc. 47 „Tajemnicze Śledztwo”)
- 2010: Dwa ognie, jako Jurij
- 2010: Under Jakob's Ladder, jako Rudi
- 2011: Wiadomości z drugiej ręki, jako mężczyzna ze szramą, człowiek Krystyny Skowrońskiej (odc. 3-4)
- 2012: Szpiedzy w Warszawie, jako Fur Hat (odc.3)
- 2012: Komisarz Alex, jako Rajmund, człowiek Mruka (odc. 17 „Niewidomy świadek”)
- 2012: Hans Kloss. Stawka większa niż śmierć, jako Johann Mischke
- 2013: Wybraniec, jako lekarz na OIOM-ie
- 2013: Pre Mortem, jako Mierkułow
- 2014: Kochanie, chyba cię zabiłem, jako pracownik stacji benzynowej
- 2015: Wyklęty, jako pułkownik Strączyński
- 2015: Na dobre i na złe, jako szef Mateusza (odc. 589 „Trzeci Wymiar”)
- 2015: Git, jako Ruski
- 2016: Myszy i szczury, jako porywacz
- 2017: Kurs, jako taksówkarz
- 2017: Wyklęty, jako major UB
- 2017: Ojciec Mateusz, jako Sowa (odc. 217)[3]
- 2019: Futro z misia, jako człowiek Zdzisława Maliny
- 2023: Korona królów. Jagiellonowie, jako Johann von Sayn